# Rody Rijnders
Roderick Falesca Renée Trygvae (Rody) Rijnders (Batavia, 1 maart 1941 – 15 januari 2018) was een Nederlandse roeier (stuurman). Hij nam eenmaal deel aan de Olympische Spelen en won bij die gelegenheid één medaille.
Zijn eerste internationale optreden was in 1965 op de Europese Kampioenschappen in Duisburg, waar hij een bronzen medaille behaalde in de twee met stuurman. Bij zijn olympische optreden in 1968, bij de Spelen in Mexico-Stad, won Rijnders de zilveren medaille in de twee met stuurman door in de finale een tijd van 8.06,80 neer te zetten. Hij deed dat aan de zijde van Herman Suselbeek en Hadriaan van Nes.
Toen tijdens de EK 1967 in Mâcon Miss Frankrijk 1967 (Jeanne Beck) onaangekondigd het roeiersterrein bezocht werd zij door Rijnders in het water gegooid, omdat haar bezoek te veel zou afleiden van de hoofdzaak. Dit incident, dat nog werd verergerd door een rel van een ploeggenoot met een official, kwam de ploeg aanvankelijk op een schorsing te staan. De schorsing werd echter later weer opgeheven, en het incident vormde voor FISA president Thomas Keller aanleiding ervoor te zorgen dat het botenterrein tijdens internationale kampioenschappen voortaan niet meer toegankelijk zou zijn voor onbevoegden. Tevens is toen de speciale deelnemerstribune geïntroduceerd.
In Rijnders' actieve tijd was hij aangesloten bij studentenroeivereniging D.S.R.V. Laga in Delft. Hij werd daar benoemd tot Lid van Verdienste. Hij overleed in 2018 op 76-jarige leeftijd.

## Palmares

### Roeien (twee met stuurman)
- 1965:  EK Duisburg
- 1968:  OS Mexico - 8.06,80

Herman Suselbeek · 
Hadriaan van Nes · 
Rody Rijnders (stuurman)